# Troctomorpha
Troctomorpha é uma subordem de insetos da ordem Psocoptera (ou Psocodea  ). Sabe-se agora que Troctomorpha também contém a ordem Phtiraptera (piolhos). A lista abaixo inclui apenas os membros de Troctomorpha não parasitários (aqueles tradicionalmente incluídos nos Psocoptera), que compreendem 430 espécies em 10 famílias.   .

## Famílias
- Amphientomidae Enderlein, 1903
- Compsocidae Mockford, 1967
- † Electrentomidae Enderlein, 1911
- Liposcelididae Broadhead, 1950
- Manicapsocidae Mockford, 1967
- Musapsocidae Mockford, 1967
- Pachytroctidae Enderlein, 1904
- Protroctopsocidae Smithers, 1972
- Sphaeropsocidae Menon, 1941
- Troctopsocidae Mockford, 1967